# Olympische Zomerspelen 1900
De Spelen van de IIe Olympiade werd gehouden in 1900 in Parijs, Frankrijk. Ondanks Griekse pogingen om de Spelen permanent in Griekenland plaats te laten vinden, besloot het IOC de Spelen elke keer in een ander land te houden. Tegelijk met de Spelen van 1900 werd ook de wereldtentoonstelling in Parijs gehouden.

## Hoogtepunten

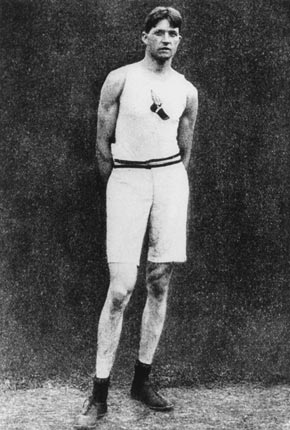
Ray Clarence Ewry tijdens de Olympische Zomerspelen van 1900.

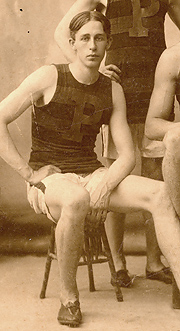
John Tewksbury tijdens de Olympische Zomerspelen van 1900.

- Vrouwen mochten voor het eerst op beperkte schaal (golf en tennis) deelnemen. De Britse Charlotte Cooper (tennis) was de eerste vrouwelijke olympisch kampioen.
- Nieuwe disciplines op deze Spelen waren het boogschieten, het paardrijden, polo, waterpolo, voetbal, rugby, golf, cricket en croquet.
- Alvin Kraenzlein (VS) won de 60 meter vlak, de 110 en de 220 m horden, en het verspringen. Zijn record van vier individuele overwinningen bij het atletiek op een enkele Spelen staat nog steeds.
- Tijdens de voorrondes van het verspringen leidde de Amerikaan Meyer Prinstein, die wereldrecordhouder in die discipline was, met een sprong van 7 meter 17. Vanwege zijn religieuze overtuigingen besliste hij echter niet mee te doen aan de finale die op zondag werd afgewerkt. In de finale wist zijn landgenoot Kraenzlein een centimeter verder te springen. Het wordt gezegd dat Prinstein zo kwaad was dat hij Kraenzlein 's avonds in het gezicht sloeg en dat daaruit een algemene knokpartij ontstond binnen het Amerikaanse team.
- Prinstein kon zijn verlies in het verspringen wreken door het hink-stap-springen te winnen.
- Een van de meest populaire sporters in Parijs was de Amerikaan Ray Ewry, die door de Parijzenaars de 'rubberman' werd genoemd. Ewry won op dezelfde dag de drie springnummers zonder aanloop (die nu niet meer op het programma staan). Hij won het hoogspringen met 1 meter 65, het verspringen met 3 meter 21 en het hink-stap-springen met 10 meter 58. De prestatie van Ewry was des te opmerkelijker omdat hij op vijfjarige leeftijd door polio getroffen was en op eigen houtje aan zijn revalidatie had gewerkt.
- De Amerikaan John Tewksbury was eveneens zeer succesvol op de Spelen. Hij won in totaal vijf medailles: goud op de 200 m en de 400 m horden, zilver op de 60 en de 100 m en brons op de 200 m horden.

## De Wereldtentoonstelling van Parijs
De koppeling aan de wereldtentoonstelling was voor de Spelen eigenlijk een financiële noodzaak. Pierre de Coubertin had oorspronkelijk gerekend op subsidies van de Franse overheid en de financiële wereld, maar beide instanties kwamen niet met het nodige geld over de brug. Derhalve zat er voor De Coubertin niets anders op dan de Olympische Spelen te koppelen aan de organisatie van de wereldtentoonstelling dat jaar.
De organisatie van de Spelen was daarom in handen van het organiserend comité van de wereldtentoonstelling. Dat comité had echter weinig oog voor de sportevenementen, die daardoor in zeer slechte accommodaties moesten worden afgewerkt. Er was geen olympisch stadion gebouwd en uiteindelijk namen veel Parijse sportclubs de organisatie van de diverse onderdelen in handen. Zo werden de atletiekwedstrijden afgewerkt op de grasbanen van de Racing Club de France en de kampnummers op een weide. De wedstrijden werden bijgewoond door toevallige voorbijgangers.
De samenloop met de wereldtentoonstelling zorgde ervoor dat de Spelen in vrij verwarde omstandigheden plaatsvonden. Dit leidde tot een aantal incidenten. Het organisatiecomité had beslist om alle evenementen op 14 juli, de Franse nationale feestdag, op te schorten, uit vrees dat zij meer toeschouwers zouden lokken dan het militair defilé. Alle evenementen werden naar de dag erna, een zondag, verschoven, wat tot gevolg had dat vele gelovige Amerikaanse atleten weigerden aan te treden op deze christelijke rustdag.
Er was niet alleen verwarring, maar ook een grote onverschilligheid tegenover de Spelen. De vele sportevenementen leden onder de verscheidene manifestaties van de wereldtentoonstelling, die meer aandacht trokken.

## Sporten
Zoals eerder vermeld werden de Spelen van 1900 niet door een speciaal olympisch organisatiecomité georganiseerd, maar waren ze een onderdeel van de Wereldtentoonstelling. Tijdens de tentoonstelling werden wedstrijden in diverse sporten gehouden. Het Internationaal Olympisch Comité (IOC) heeft pas later aangegeven welke van die sporten het als "olympisch" erkent en welke niet.

### Niet-olympische sporten
De volgende sporten zijn niet door het IOC erkend:
autoracen, ballonvaren, boules, brandbestrijden, duivenracen, kanonschieten, levensredden, longue paume, motorbootracen, motorfietsracen, vissen en vliegeren.
Daarnaast werden nog 71 onderdelen voor scholen en 92 onderdelen voor militairen gehouden verspreid over diverse sporten.

### Mutaties
| Sport         | Nieuw | Verdwenen (t.o.v. 1896)                                                                                     | Wijzigingen/Opmerkingen                                           |
| ------------- | --- | --- | ----------------------------------------------------------------- |
| Atletiek      | 60 m (m) 200 m (m) 200 m horden (m) 400 m horden (m) 2500 m steeple (m) 4000 m steeple (m) 5000 m team (m) hoogspringen uit stand (m) verspringen uit stand (m) hink-stap-springen uit stand (m) kogelslingeren (m) | | Nu 23 onderdelen, 100 meter horden wordt 110 meter horden         |
| Gewichtheffen | | eenhandig (m) tweehandig (m)                                                                                | helemaal verdwenen                                                |
| Schermen      | degen (m) degen voor schermleraren (m) degen voor amateurs en schermleraren (m) sabel voor schermleraren (m) | | Nu 7 onderdelen                                                   |
| Schietsport   | militair geweer 300 m staand (m) militair geweer 300 m knielend (m) militair geweer 300 m liggend (m) | militair geweer 200 m (m) vrij geweer 50 m (m) vrij geweer 300 m (m) militair pistool 25 m (m)              | Nu 11 onderdelen                                                  |
| Tennis        | enkelspel (v) mixed dubbelspel | | Nu 4 onderdelen                                                   |
| Turnen        | indiv. meerkamp (m) | paard voltige (m) ringen (m) sprong (m) brug (m) brug team (m) rekstok (m) rekstok team (m) touwklimmen (m) | nog maar 1 onderdeel over                                         |
| Wielrennen    | puntenkoers 5000 m (m) 25 km (m) | tijdrit 2000 m (m) 10 km (m) 100 km (m) 12 uur (m) weg ind. (m)                                             | Nu 3 onderdelen, sprint nu 2000 meter, in plaats van 333,33 meter |
| Worstelen     | | Grieks-Romeins (m)                                                                                          | helemaal verdwenen                                                |
| Zwemmen       | | 100 m vrij (m) 500 m vrij (m) 1200 m vrij (m) 100 m vrij matrozen (m)                                       | helemaal verdwenen                                                |
| Boogschieten  | au cordon dore 50 m (m) au cordon dore 33 m (m) au chapelet 50 m (m) au chapelet 33 m (m) sur la perche à la herse (m)                                                                                              | | nieuw, debuut                                                     |
| Cricket       | mannen | | nieuw, debuut                                                     |
| Croque        | mannen | | nieuw, debuut                                                     |
| Golf          | mannen | | nieuw, debuut                                                     |
| Paardensport  | springen ind. hoogspringen verspringen | | nieuw, debuut                                                     |
| Pelota        | mannen | | nieuw, debuut                                                     |
| Polo          | mannen | | nieuw, debuut                                                     |
| Roeien        | skiff (m) twee-met-stuurman (m) vier-met-stuurman A (m) vier-met-stuurman B (m) acht (m) | | nieuw, debuut                                                     |
| Rugby         | mannen | | nieuw, debuut                                                     |
| Touwtrekken   | mannen | | nieuw, debuut                                                     |
| Voetbal       | mannen | | nieuw, debuut                                                     |
| Waterpolo     | mannen | | nieuw, debuut                                                     |
| Zeilen        | klasse 0-½ ton 1 (m) klasse 0-½ ton 2 (m) klasse ½-1 ton (m) klasse 1-2 ton 1 (m) klasse 1-2 ton 2 (m) klasse 2-3 ton 1 (m) klasse 2-3 ton 2 (m) klasse 3-10 ton (m) klasse 10-20 ton (m) open klasse (m)           | | nieuw, debuut                                                     |
|               | 55 | 24 | 2                                                                 |

## Kalender
|  | Wedstrijden | ● | Wedstrijden met medailles |

De evenementen van de Olympische Zomerspelen 1900 waren verspreid over 6 maanden. Om de sporten te zien, klik je op "weergeven" naast de maand in de tabel.
| mei          | ma 14 | di 15 | wo 16 | do 17 | vr 18 | za 19 | zo 20 | ma 21 | di 22 | wo 23 | do 24 | vr 25 | za 26 | zo 27 | ma 28 | di 29 | wo 30 | do 31 | Tot. |
| ------------ | ----- | ----- | ----- | ----- | ----- | ----- | ----- | ----- | ----- | ----- | ----- | ----- | ----- | ----- | ----- | ----- | ----- | ----- | ---- |
| Paardensport |       |       |       |       |       |       |       |       |       |       |       |       |       |       |       | ●     |       |       | 3    |
| Polo         |       |       |       |       |       |       |       |       |       |       |       |       |       |       |       |       |       |       | 0    |
| Schermen     |       |       |       |       |       |       |       | ●     |       |       |       |       |       |       |       | ●     |       |       | 2    |
| Zeilen       |       |       |       |       |       |       | ●     |       | ●     |       | ●     | ●     |       |       |       |       |       |       | 9    |
| Totaal       |       |       |       |       |       |       | 1     | 1     | 3     |       | 2     | 3     |       |       |       | 4     |       |       | 14   |
| Cumulatief   |       |       |       |       |       |       | 1     | 2     | 5     |       | 7     | 10    |       |       |       | 14    |       |       | 14   |
| mei 1900     | ma 14 | di 15 | wo 16 | do 17 | vr 18 | za 19 | zo 20 | ma 21 | di 22 | wo 23 | do 24 | vr 25 | za 26 | zo 27 | ma 28 | di 29 | wo 30 | do 31 | Tot. |

| juni            | vr 1 | za 2 | zo 3 | ma 4 | di 5 | wo 6 | do 7 | vr 8 | za 9 | zo 10 | ma 11 | di 12 | wo 13 | do 14 | vr 15 | za 16 | zo 17 | ma 18 | di 19 | wo 20 | do 21 | vr 22 | za 23 | zo 24 | ma 25 | di 26 | wo 27 | do 28 | vr 29 | za 30 | Tot. |
| --------------- | ---- | ---- | ---- | ---- | ---- | ---- | ---- | ---- | ---- | ----- | ----- | ----- | ----- | ----- | ----- | ----- | ----- | ----- | ----- | ----- | ----- | ----- | ----- | ----- | ----- | ----- | ----- | ----- | ----- | ----- | ---- |
| Croquet         |      |      |      |      |      |      |      |      |      |       |       |       |       |       |       |       |       |       |       |       |       |       |       |       |       |       |       | ●     |       |       | 1    |
| Pelota          |      |      |      |      |      |      |      |      |      |       |       |       |       | ●     |       |       |       |       |       |       |       |       |       |       |       |       |       |       |       |       | 1    |
| Polo            |      | ●    |      |      |      |      |      |      |      |       |       |       |       |       |       |       |       |       |       |       |       |       |       |       |       |       |       |       |       |       | 1    |
| Schermen        |      |      |      |      |      |      |      |      |      |       |       |       |       | ●     | ●     |       |       |       |       |       |       |       |       |       | ●     |       | ●     |       |       |       | 7    |
| Overige sporten |      |      |      |      |      |      |      |      |      |       |       |       |       |       |       |       |       |       |       |       |       |       |       |       |       |       |       |       |       |       | 12   |
| Totaal          |      | 1    |      |      |      |      |      |      |      |       |       |       |       | 3     | 1     |       |       |       |       |       |       |       |       |       | 1     |       | 1     | 1     |       |       | 22   |
| Cumulatief      |      | 15   |      |      |      |      |      |      |      |       |       |       |       | 18    | 19    |       |       |       |       |       |       |       |       |       | 20    |       | 21    | 22    |       |       | 22   |
| juni 1900       | vr 1 | za 2 | zo 3 | ma 4 | di 5 | wo 6 | do 7 | vr 8 | za 9 | zo 10 | ma 11 | di 12 | wo 13 | do 14 | vr 15 | za 16 | zo 17 | ma 18 | di 19 | wo 20 | do 21 | vr 22 | za 23 | zo 24 | ma 25 | di 26 | wo 27 | do 28 | vr 29 | za 30 | Tot. |

| juli            | zo 1 | ma 2 | di 3 | wo 4 | do 5 | vr 6 | za 7 | zo 8 | ma 9 | di 10 | wo 11 | do 12 | vr 13 | za 14 | zo 15 | ma 16 | di 17 | wo 18 | do 19 | vr 20 | za 21 | zo 22 | ma 23 | di 24 | wo 25 | do 26 | vr 27 | za 28 | zo 29 | ma 30 | di 31 | Tot. |
| --------------- | ---- | ---- | ---- | ---- | ---- | ---- | ---- | ---- | ---- | ----- | ----- | ----- | ----- | ----- | ----- | ----- | ----- | ----- | ----- | ----- | ----- | ----- | ----- | ----- | ----- | ----- | ----- | ----- | ----- | ----- | ----- | ---- |
| Atletiek        |      |      |      |      |      |      |      |      |      |       |       |       |       | ●     | ●     | ●     |       |       | ●     |       |       | ●     |       |       |       |       |       |       |       |       |       | 23   |
| Boogschieten    |      |      |      |      |      |      |      |      |      |       |       |       |       |       |       | ●     |       |       |       |       |       |       |       |       |       |       |       |       |       |       |       | 2    |
| Croquet         |      |      |      | ●    |      |      |      |      |      |       | ●     |       |       |       |       |       |       |       |       |       |       |       |       |       |       |       |       |       |       |       |       | 3    |
| Schietsport     |      |      |      |      |      |      |      |      |      |       |       |       |       |       |       |       | ●     |       |       |       |       |       |       |       |       |       |       |       |       |       |       | 1    |
| Tennis          |      |      |      |      |      |      |      |      |      |       | ●     |       |       |       |       |       |       |       |       |       |       |       |       |       |       |       |       |       |       |       |       | 4    |
| Touwtrekken     |      |      |      |      |      |      |      |      |      |       |       |       |       |       |       | ●     |       |       |       |       |       |       |       |       |       |       |       |       |       |       |       | 1    |
| Overige sporten |      |      |      |      |      |      |      |      |      |       |       |       |       |       |       |       |       |       |       |       |       |       |       |       |       |       |       |       |       |       |       | 21   |
| Totaal          |      |      |      | 1    |      |      |      |      |      |       | 5     |       |       | 2     | 10    | 11    | 1     |       | 1     |       |       | 2     |       |       |       |       |       |       |       |       |       | 55   |
| Cumulatief      |      |      |      | 23   |      |      |      |      |      |       | 28    |       |       | 30    | 40    | 51    | 52    |       | 53    |       |       | 55    |       |       |       |       |       |       |       |       |       | 55   |
| juli 1900       | zo 1 | ma 2 | di 3 | wo 4 | do 5 | vr 6 | za 7 | zo 8 | ma 9 | di 10 | wo 11 | do 12 | vr 13 | za 14 | zo 15 | ma 16 | di 17 | wo 18 | do 19 | vr 20 | za 21 | zo 22 | ma 23 | di 24 | wo 25 | do 26 | vr 27 | za 28 | zo 29 | ma 30 | di 31 | Tot. |

| augustus        | wo 1 | do 2 | vr 3 | za 4 | zo 5 | ma 6 | di 7 | wo 8 | do 9 | vr 10 | za 11 | zo 12 | ma 13 | di 14 | wo 15 | do 16 | vr 17 | za 18 | zo 19 | ma 20 | di 21 | wo 22 | do 23 | vr 24 | za 25 | zo 26 | ma 27 | di 28 | wo 29 | do 30 | vr 31 | Tot. |
| --------------- | ---- | ---- | ---- | ---- | ---- | ---- | ---- | ---- | ---- | ----- | ----- | ----- | ----- | ----- | ----- | ----- | ----- | ----- | ----- | ----- | ----- | ----- | ----- | ----- | ----- | ----- | ----- | ----- | ----- | ----- | ----- | ---- |
| Boogschieten    |      |      |      |      |      |      |      |      |      |       |       |       |       | ●     |       |       |       |       |       |       |       |       |       |       |       |       |       |       |       |       |       | 6    |
| Cricket         |      |      |      |      |      |      |      |      |      |       |       |       |       |       |       |       |       |       |       | ●     |       |       |       |       |       |       |       |       |       |       |       | 1    |
| Roeien          |      |      |      |      |      |      |      |      |      |       |       |       |       |       |       |       |       |       |       |       |       |       |       |       |       | ●     |       |       |       |       |       | 4    |
| Schietsport     | ●    |      |      | ●    | ●    |      |      |      |      |       |       |       |       |       |       |       |       |       |       |       |       |       |       |       |       |       |       |       |       |       |       | 9    |
| Waterpolo       |      |      |      |      |      |      |      |      |      |       |       | ●     |       |       |       |       |       |       |       |       |       |       |       |       |       |       |       |       |       |       |       | 1    |
| Zeilen          |      |      |      |      |      | ●    |      |      |      |       |       |       |       |       |       |       |       |       |       |       |       |       |       |       |       |       |       |       |       |       |       | 10   |
| Zwemmen         |      |      |      |      |      |      |      |      |      |       |       | ●     |       |       |       |       |       |       | ●     |       |       |       |       |       |       |       |       |       |       |       |       | 7    |
| Overige sporten |      |      |      |      |      |      |      |      |      |       |       |       |       |       |       |       |       |       |       |       |       |       |       |       |       |       |       |       |       |       |       | 43   |
| Totaal          | 2    |      |      | 1    | 5    | 1    |      |      |      |       |       | 7     |       | 4     |       |       |       |       | 1     | 1     |       |       |       |       |       | 4     |       |       |       |       |       | 81   |
| Cumulatief      | 57   |      |      | 58   | 63   | 64   |      |      |      |       |       | 71    |       | 75    |       |       |       |       | 76    | 77    |       |       |       |       |       | 81    |       |       |       |       |       | 81   |
| augustus 1900   | wo 1 | do 2 | vr 3 | za 4 | zo 5 | ma 6 | di 7 | wo 8 | do 9 | vr 10 | za 11 | zo 12 | ma 13 | di 14 | wo 15 | do 16 | vr 17 | za 18 | zo 19 | ma 20 | di 21 | wo 22 | do 23 | vr 24 | za 25 | zo 26 | ma 27 | di 28 | wo 29 | do 30 | vr 31 | Tot. |

| september       | za 1 | zo 2 | ma 3 | di 4 | wo 5 | do 6 | vr 7 | za 8 | zo 9 | ma 10 | di 11 | wo 12 | do 13 | vr 14 | za 15 | zo 16 | ma 17 | di 18 | wo 19 | do 20 | vr 21 | za 22 | zo 23 | ma 24 | di 25 | wo 26 | do 27 | vr 28 | za 29 | zo 30 | Tot. |
| --------------- | ---- | ---- | ---- | ---- | ---- | ---- | ---- | ---- | ---- | ----- | ----- | ----- | ----- | ----- | ----- | ----- | ----- | ----- | ----- | ----- | ----- | ----- | ----- | ----- | ----- | ----- | ----- | ----- | ----- | ----- | ---- |
| Turnen          |      |      |      |      |      |      |      |      |      |       |       |       |       |       |       |       |       |       |       |       |       |       |       |       |       |       |       |       |       | ●     | 1    |
| Voetbal         |      |      |      |      |      |      |      |      |      |       |       |       |       |       |       |       |       |       |       |       |       |       | ●     |       |       |       |       |       |       |       | 1    |
| Wielersport     |      |      |      |      |      |      |      |      |      |       |       |       | ●     |       | ●     |       |       |       |       |       |       |       |       |       |       |       |       |       |       |       | 3    |
| Overige sporten |      |      |      |      |      |      |      |      |      |       |       |       |       |       |       |       |       |       |       |       |       |       |       |       |       |       |       |       |       |       | 81   |
| Totaal          |      |      |      |      |      |      |      |      |      |       |       |       | 1     |       | 2     |       |       |       |       |       |       |       | 1     |       |       |       |       |       |       | 1     | 86   |
| Cumulatief      |      |      |      |      |      |      |      |      |      |       |       |       | 82    |       | 84    |       |       |       |       |       |       |       | 85    |       |       |       |       |       |       | 86    | 86   |
| september 1900  | za 1 | zo 2 | ma 3 | di 4 | wo 5 | do 6 | vr 7 | za 8 | zo 9 | ma 10 | di 11 | wo 12 | do 13 | vr 14 | za 15 | zo 16 | ma 17 | di 18 | wo 19 | do 20 | vr 21 | za 22 | zo 23 | ma 24 | di 25 | wo 26 | do 27 | vr 28 | za 29 | zo 30 | Tot. |

| oktober         | ma 1 | di 2 | wo 3 | do 4 | vr 5 | za 6 | zo 7 | ma 8 | di 9 | wo 10 | do 11 | vr 12 | za 13 | zo 14 | ma 15 | di 16 | wo 17 | do 18 | vr 19 | za 20 | zo 21 | ma 22 | di 23 | wo 24 | do 25 | vr 26 | za 27 | zo 28 | Tot. |
| --------------- | ---- | ---- | ---- | ---- | ---- | ---- | ---- | ---- | ---- | ----- | ----- | ----- | ----- | ----- | ----- | ----- | ----- | ----- | ----- | ----- | ----- | ----- | ----- | ----- | ----- | ----- | ----- | ----- | ---- |
| Golf            |      | ●    | ●    |      |      |      |      |      |      |       |       |       |       |       |       |       |       |       |       |       |       |       |       |       |       |       |       |       | 2    |
| Rugby           |      |      |      |      |      |      |      |      |      |       |       |       |       |       |       |       |       |       |       |       |       |       |       |       |       |       |       | ●     | 1    |
| Overige sporten |      |      |      |      |      |      |      |      |      |       |       |       |       |       |       |       |       |       |       |       |       |       |       |       |       |       |       |       | 86   |
| Totaal          |      | 1    | 1    |      |      |      |      |      |      |       |       |       |       |       |       |       |       |       |       |       |       |       |       |       |       |       |       | 1     | 89   |
| Cumulatief      |      | 87   | 88   |      |      |      |      |      |      |       |       |       |       |       |       |       |       |       |       |       |       |       |       |       |       |       |       | 89    | 89   |
| oktober 1900    | ma 1 | di 2 | wo 3 | do 4 | vr 5 | za 6 | zo 7 | ma 8 | di 9 | wo 10 | do 11 | vr 12 | za 13 | zo 14 | ma 15 | di 16 | wo 17 | do 18 | vr 19 | za 20 | zo 21 | ma 22 | di 23 | wo 24 | do 25 | vr 26 | za 27 | zo 28 | Tot. |

## Deelnemende landen

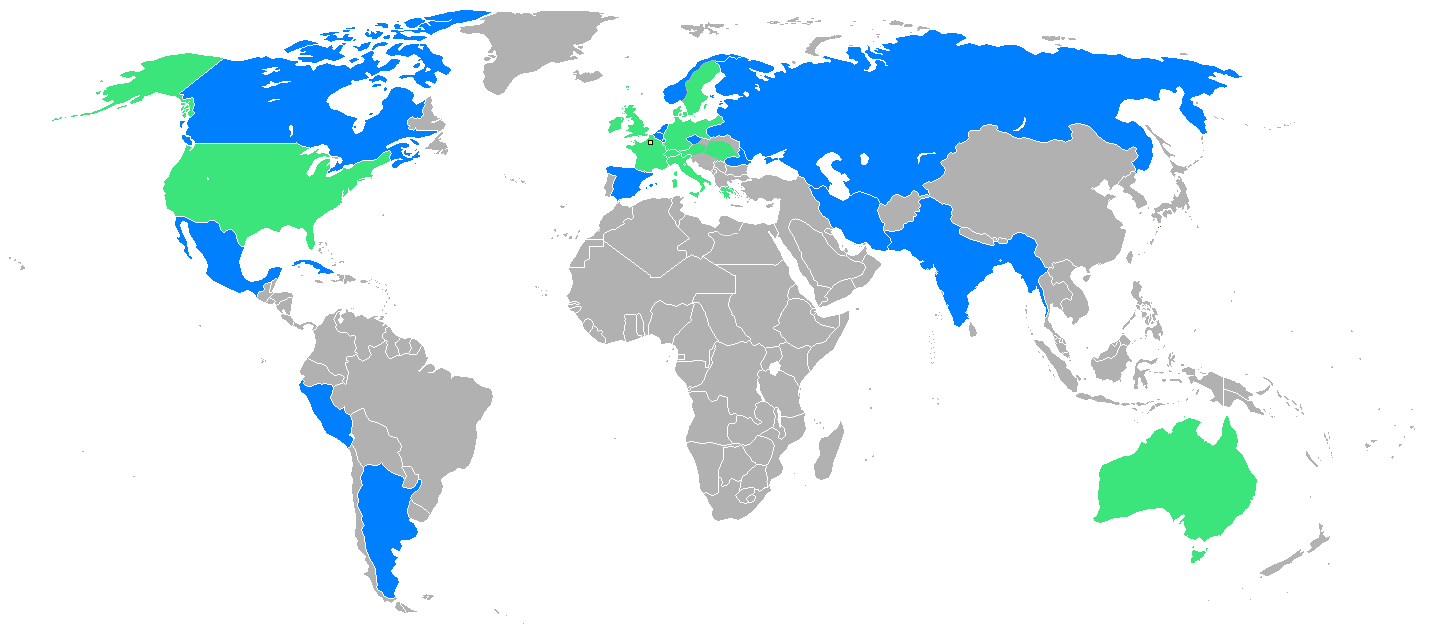

Volgens de gegevens van het IOC deden atleten van de volgende 24 landen mee.
Sommige bronnen stellen dat ook van de onderstaande landen atleten meededen.

### Belgische prestaties
België deed voor de eerste maal mee aan de Olympische Spelen en behaalde in Parijs 20 medailles.
- De Belgische boogschutter Hubert Van Innis, afkomstig uit Elewijt, haalde in totaal 3 medailles, waarvan 2 gouden. Hij zorgde zo meteen voor de eerste Belgische overwinning op de Spelen.
- In het paardrijden behaalde België 3 medailles: twee gouden en één zilveren.
- Ook in het roeien waren de Belgische teams zeer succesvol: in totaal kaapten ze zeven medailles weg, waaronder drie gouden.
- De Belg Leon de Lunden haalde de gouden medaille in een van de meest bizarre disciplines ooit op de Spelen: het schieten op levende duiven. Van Lunden haalde 21 vogels naar beneden, maar zijn overwinning werd slecht onthaald door het publiek, dat de sport te wreed vond. Deze discipline werd daarom van het olympisch programma geschrapt.

Medailles
| Medaille   | Winnaar                   | Onderdeel                                                      |
| ---------- | ------------------------- | -------------------------------------------------------------- |
| Goud (8)   | Leon de Lunden            | schieten, schieten op levende duiven                           |
| Goud (8)   | Hubert van Innis          | boogschieten, au cordon doré, 33m                              |
| Goud (8)   | Hubert van Innis          | boogschieten, au chapelet, 33m                                 |
| Goud (8)   | Aimé Haegeman             | paardrijden, prijsspringen                                     |
| Goud (8)   | Constant Van Langhendonck | paardrijden, verspringen                                       |
| Goud (8)   | Mannen roeiteam           | roeien, vier zonder stuurman (senioren)                        |
| Goud (8)   | Mannen roeiteam           | roeien, twee zonder stuurman (junioren)                        |
| Goud (8)   | Mannen roeiteam           | roeien, achten (junioren) Koninklijke Roeivereniging Club Gent |
| Zilver (7) | Hubert van Innis          | boogschieten, au cordon doré, 50m                              |
| Zilver (7) | Louis Glineux             | boogschieten, sur perche à la pyramide                         |
| Zilver (7) | Georges Van De Poele      | paardrijden, prijsspringen                                     |
| Zilver (7) | Mannen waterpoloteam      | waterpolo                                                      |
| Zilver (7) | Mannen roeiteam           | roeien, twee zonder stuurman (junioren)                        |
| Zilver (7) | Mannen roeiteam           | roeien, achten                                                 |
| Zilver (7) | Mannen roeiteam           | roeien, achten (junioren)                                      |
| Brons (5)  | Paul Van Asbroeck         | schieten, grootkalibergeweer, 300m, drie houdingen             |
| Brons (5)  | Charles Paumier du Verger | schieten, grootkalibergeweer, 300m, staand                     |
| Brons (5)  | Junior Druart             | boogschieten, sur la perche à la herse                         |
| Brons (5)  | Mannen roeiteam           | roeien, vier zonder stuurman (senioren)                        |
| Brons (5)  | Mannen voetbalteam        | voetbal                                                        |

N.B. Medailles werden door het IOC pas jaren later toegekend. In Parijs ontvingen de prijswinnaars een cup of een andere trofee.

### Nederlandse prestaties
- Nederland was voor het eerst vertegenwoordigd op de Spelen.
- Vooral bij het roeien werden goede prestaties geleverd. Teams van Minerva wonnen medailles op drie onderdelen, de twee en vier met stuurman en bij de achten.
- Op 26 augustus zocht de Nederlandse twee met stuurman (roeien) een vervangende stuurman voor de finale. Een Franse jongen werd gekozen en het Nederlands/Franse team roeide naar een zwaar bevochten overwinning. De onbekende jongen nam deel aan de huldiging en ging nog op de foto met de roeiers. Daarna verdween hij. Jaren van onderzoek hebben niet kunnen uitvinden wie de jongen was en hoe oud hij precies was. Door deze Franse inbreng was deze medaille in eerste instantie in de officiële uitslag niet toegekend aan Nederland maar aan een gemengd team. In 2012 kwam het IOC hier op terug en werd de medaille alsnog toegekend aan Nederland.[2]

Medailles
| Medaille   | Winnaar                         | Onderdeel                      |
| ---------- | ------------------------------- | ------------------------------ |
| Goud (1)   | François Brandt en Roelof Klein | roeien, twee met stuurman      |
| Zilver (1) | Minerva Amsterdam               | roeien, vier met stuurman      |
| Brons (3)  | Minerva Amsterdam               | roeien, acht                   |
| Brons (3)  | mannen team                     | schieten, 50m militair pistool |
| Brons (3)  | Johannes Drost                  | zwemmen, 200m rugslag          |

N.B. Medailles werden door het IOC pas jaren later toegekend. In Parijs ontvingen de prijswinnaars een cup of een andere trofee.

## Medaillespiegel
Er werden 268 medailles uitgereikt in de sporten die werden erkend door het IOC. Het IOC stelt officieel geen medailleklassement op, maar geeft desondanks een medailletabel ter informatie. In het klassement wordt eerst gekeken naar het aantal gouden medailles, vervolgens de zilveren medailles en tot slot de bronzen medailles.
Net als bij de voorgaande Spelen werden de deelnemers niet afgevaardigd door hun eigen nationale Olympische Comités. Het was daardoor mogelijk dat aan een aantal onderdelen teams deelnamen met deelnemers met verschillende nationaliteiten. Zover als nagegaan kan worden was dit in elk geval het geval bij de volgende sporten: atletiek, polo, roeien, tennis, touwtrekken, voetbal en zeilen. Medailles die door dergelijke teams werden gewonnen, werden door het IOC formeel toegerekend aan het "gemengd team", met als IOC-code "ZZX".
In de volgende tabel staat de top-10 en het Nederlandse resultaat. Het gastland heeft een blauwe achtergrond en het grootste aantal medailles in elke categorie is vetgedrukt.
Zie de medaillespiegel van de Olympische Zomerspelen 1900 voor de volledige weergave.
| Plaats | Land             | NOC | Goud | Zilver | Brons | Totaal |
| ------ | ---------------- | --- | ---- | ------ | ----- | ------ |
| 1      | Frankrijk        | FRA | 26   | 41     | 34    | 101    |
| 2      | Verenigde Staten | USA | 19   | 14     | 14    | 47     |
| 3      | Groot-Brittannië | GBR | 15   | 6      | 9     | 30     |
| 4      | Zwitserland      | SUI | 6    | 2      | 1     | 9      |
| 5      | België           | BEL | 5    | 5      | 5     | 15     |
| 6      | Gemengd team     | ZZX | 5    | 3      | 3     | 11     |
| 7      | Duitsland        | GER | 4    | 2      | 2     | 8      |
| 8      | Italië           | ITA | 2    | 2      | 0     | 4      |
| 9      | Australië        | AUS | 2    | 0      | 3     | 5      |
| 10     | Denemarken       | DEN | 1    | 3      | 2     | 6      |
|        |                  |     |      |        |       |        |
| 12     | Nederland        | NED | 1    | 1      | 3     | 5      |

Atletiek · Boogschieten · Cricket · Croquet · Golf · Paardensport · Pelota · Polo · Roeien · Rugby · Schermen · Schietsport · Tennis · Touwtrekken · Turnen · Voetbal · Waterpolo · Wielersport · Zeilen · Zwemmen
Argentinië · Australië · België · Bohemen · Brits-Indië · Canada · Cuba · Denemarken · Duitsland · Frankrijk · Griekenland · Groot-Brittannië · Haïti · Hongarije · Iran · Italië · Luxemburg · Mexico · Nederland · Noorwegen · Oostenrijk · Peru · Roemenië · Rusland · Spanje · Verenigde Staten · Zweden · Zwitserland · Gemengde teams
Olympische Zomerspelen
Olympische Winterspelen
Gerelateerd
Olympische Jeugdspelen · Paralympische Spelen · Deaflympische Spelen · Special Olympic World Games
IOC · COA · BOIC · NOC*NSF · NAOC · SOC
- Gemeinsame Normdatei: 2153025-7
- Library of Congress Control Number: n87940157
- Virtual International Authority File: 129843023